# 棘龍屬
棘龍屬（意思為「有棘的蜥蜴」），又翻譯為棘背龙、脊背龙，是種獸腳亞目恐龍，生存於白堊紀的非洲北部，約為1億1400萬年到9350萬年前。推算顯示棘龍身長14到15公尺，高度約為2.1至4.8公尺，體重為6到9公噸。棘龍是目前已知最大型的陸生肉食性恐龍之一、也是長度最長的肉食性恐龍，但重量相較於暴龙或其它體型相近的大型獸腳類（如鯊齒龍科中的巨型物種）輕；而棘龍因為後肢較短且以四肢行走，其臀高均低于其它體型相近的大型兽脚类掠食者。
棘龍最初是在1912年由德國古生物學家恩斯特·斯特莫（Ernst Stromer）發現於埃及，並在1915年加以敘述、命名。最初的標本在德國的柏林博物館，不過在發現過後的很短時間內就於第二次世界大戰中被盟軍戰機炸毀，2010年代開始，發現了其它屬於棘龍的頭顱骨、爪子、胳膊、尾锥、头冠等身体部分的化石。目前仍不完全確定棘龍屬有一個種還是兩個種，其中最著名的種是20世紀發現於埃及的埃及棘龍（S. aegyptiacus），而第二個種是在21世紀于摩洛哥發現的摩洛哥棘龍（S. marocannus），化石發現於摩洛哥，其有效性仍備受質疑。
棘龍的背部有明顯的長棘，是由脊椎骨的神經棘延長而成，長度可達2.2公尺，長棘之間推断有皮膚連結，形成一個巨大的帆狀物；然而在化石發現初期有些科學家認為這些長棘是由肌肉覆蓋着，形成隆肉或是背脊。對於這帆狀物的功能，目前已有數種看法，包括調節體溫、視覺展示物。棘龍的頭顱骨長宽但是较矮，外形類似上龙类，棘龍被認為是以中型鸟臀目和蜥脚类恐龙以及魚類為食。2010－2020年以来的研究，显示棘龍牙齒的氧同位素親水度頗高，是非常适应水中的恐龙，牠四脚着地、尾部扁平的骨骼构造也显示了棘龙对水栖生活做出的形态演化。

## 敘述

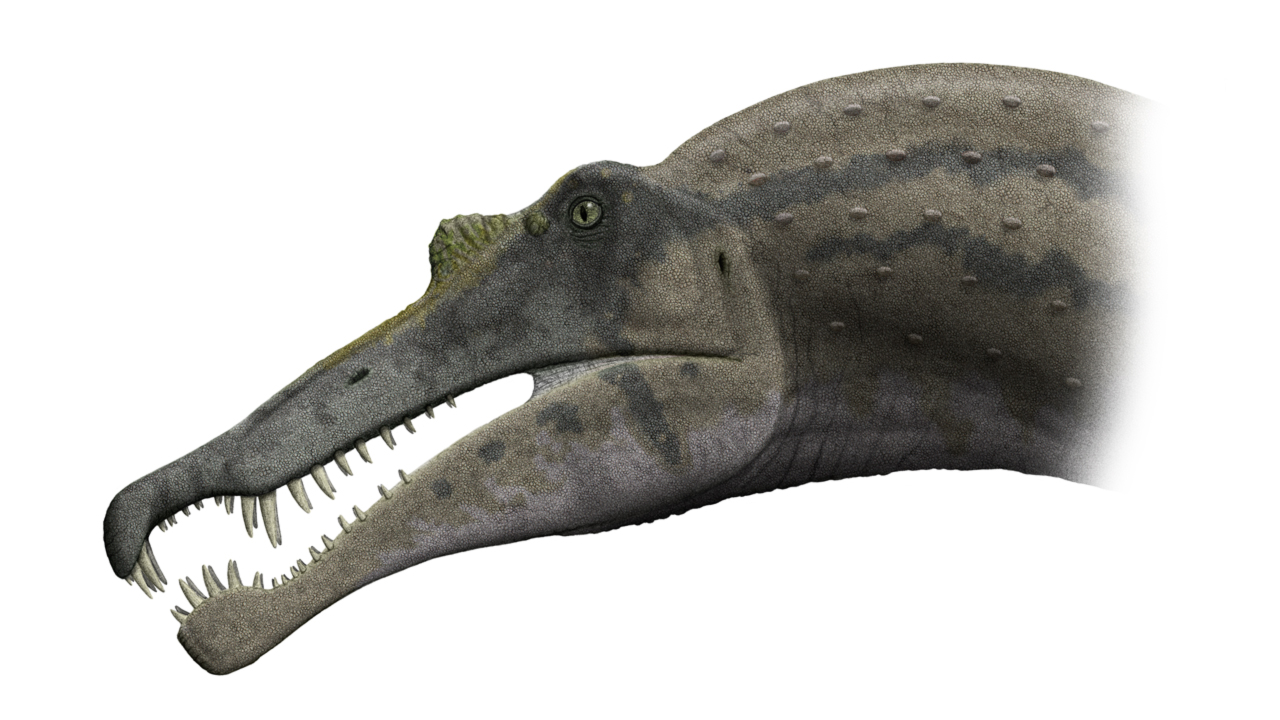
棘龍的頭部重建圖，繪製於2005年

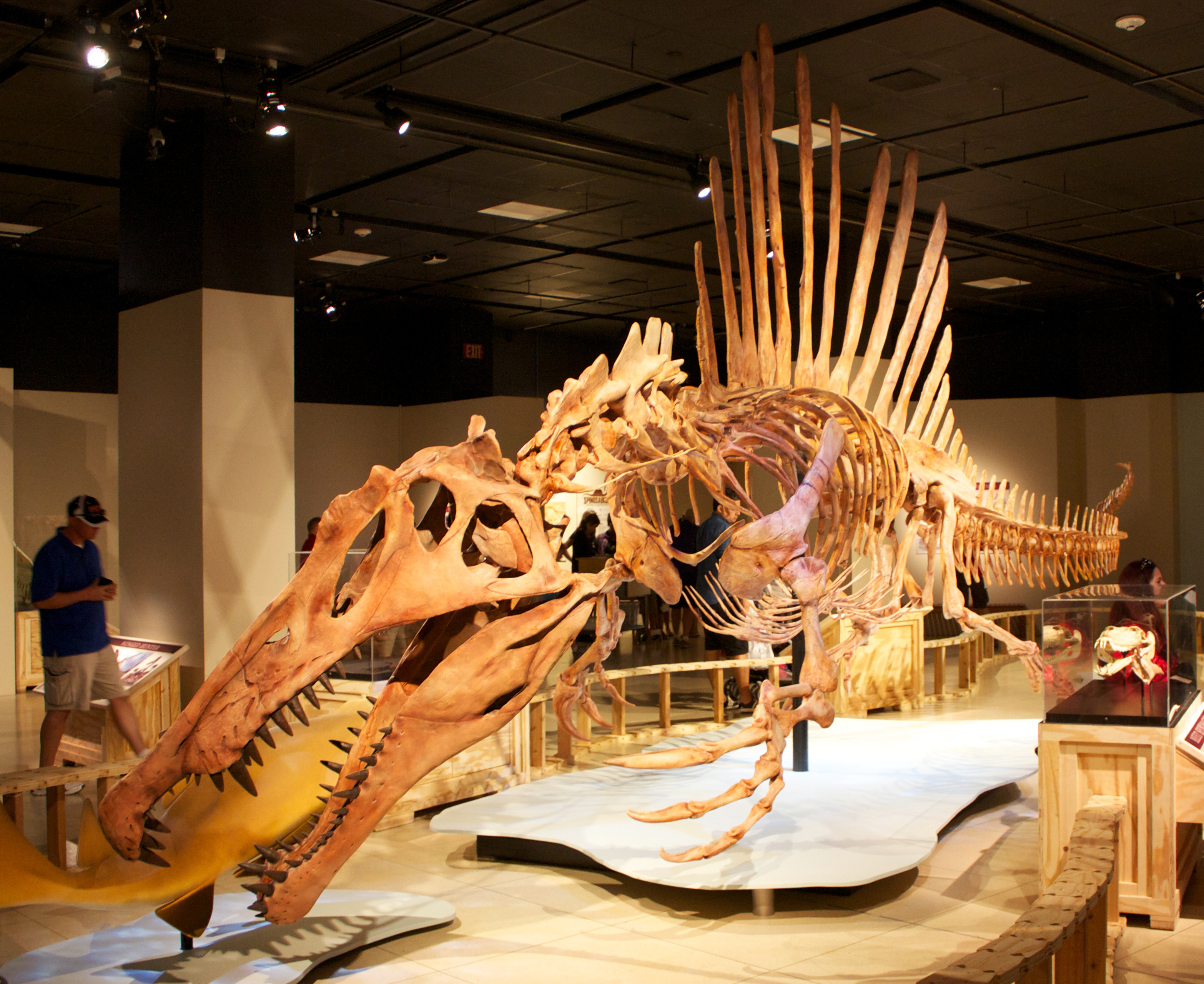
以游泳姿態架設的棘龍骨架模型

棘龍因為牠們的巨大體型、帆狀物、修長的頭顱骨而著名。對於棘龍的了解，以前绝大部分都部分來自於被摧毀的化石，但最近的研究则来自于近10年發現的少數头骨、爪子、胳膊、尾巴等部位的化石。到目前為止，已有50%的骨骼幹有詳盡的研究，但是仍未發現股骨、胫骨、脚掌等部位的骨頭。在2005年所發現的頭顱骨與下頜，顯示棘龍擁有肉食性恐龍的最長頭顱骨，經估計約2.15公尺長。棘龍的口鼻部较窄，佈滿筆直的圓椎狀牙齒，牙齒缺乏鋸齒邊緣，類似其他的棘龍科恐龍。每塊前上頜骨有6或7顆牙齒，每塊上頜骨有12顆牙齒。前上頜骨的第2、第3顆牙齒明顯地較大，长度13厘米，而和骨后方的一些牙齒略小，但也有7厘米长。前上頜骨牙齒、上頜骨的大型牙齒間形成一個缺口；此缺口與下頜的大型牙齒吻合。棘龍的口鼻部前端略為膨大，眼睛前方有一個小型突起物。在2005年，克里斯提亞諾·達魯·沙索（Cristiano Dal Sasso）根據三個標本，並參考激龍的頭顱骨後半段形狀，而估計棘龍的頭顱骨長度約為2.15公尺。之後有少数研究人員質疑，棘龍科的不同屬是否有不同的頭顱骨形狀。
棘龍的帆狀物是由非常高大的神經棘所構成，這些神經棘從背部脊椎骨延伸出來。這些神經棘的長度約是脊椎骨的7到11倍長。這些神經棘的前後長度較為一致，而盤龍目的基龍與異齒龍的神經棘長度有大規模差異，形成一個半月形帆狀物。跟棘龍生存於相同時代、地區的禽龍類豪勇龍，背部也有高大帆狀物，而神經棘的末端較厚。

## 分類
棘龍科的名稱來自於棘龍屬，棘龍科可分成重爪龍亞科、棘龍亞科。重爪龍亞科包含：英格蘭南部的重爪龍、尼日的似鱷龍。棘龍亞科包括：非洲的棘龍、巴西的激龍與崇高龍（後者可能是激龍的異名）、可能還有泰國的暹羅龍，暹羅龍目前只有發現破碎的化石。棘龍與激龍的親緣關係最接近，兩者都屬於棘龍亞科，都擁有筆直、無鋸齒邊緣的牙齒，牙齒間距寬，棘龍的每邊上頜骨有12顆牙齒；重爪龍亞科有彎曲、鋸齒邊緣的牙齒，牙齒數量較多，每邊上頜骨約有30顆牙齒。在2003年，奧利佛·勞赫（Oliver Rauhut）提出斯特莫所發現的棘龍正模標本是個嵌合體，背椎是來自於類似高棘龍的鯊齒龍科恐龍，而齒骨來自於類似重爪龍的大型獸腳類恐龍。然而，這個論點不被最近的研究所接受。

## 發現與標本
棘龍屬目前有兩個已命名種，分別為埃及棘龍（Spinosaurus aegyptiacus）、摩洛哥棘龍（S. marocannus）。
棘龍的第一個化石是在1912年發現於埃及西部的拜哈里耶綠洲，並由德國古生物學家恩斯特·斯特莫（Ernst Stromer）在1915年命名為模式種埃及棘龍。之後在拜哈里耶綠洲也發現了其他的化石碎片，包含脊椎與後肢，恩斯特·斯特莫在1934年將這些化石標名為"Spinosaurus B"。斯特莫認為這些新發現化石有足夠差異，因而歸類於另外一個種；而近年其他研究人員證實這些差異，這些新發現化石可能與鯊齒龍有關，或是與斯基瑪薩龍有關聯。有些棘龍化石在運送到德國慕尼黑德意志博物館的運送過程中遭到損毀，而這些骨頭在1944年的盟軍轟炸中遭到破壞、遺失。
摩洛哥棘龍是在1996年由戴爾·羅素（Dale Russell）所研究、命名，羅素是根據頸椎長度而將牠們建立為一個新種。羅素比較頸椎椎體的長度、椎體後緣的高度，發現埃及棘龍的比例為1.1，而摩洛哥棘龍的比例為1.5。然而，數名研究人員認為摩洛哥棘龍的頸椎長度只是個體間的變化，而埃及棘龍的正模標本已被轟炸破壞，因此無法比對兩者是否為相同動物，而且無法確定摩洛哥棘龍的頸椎是第幾節，而其他科學家仍主張牠們是另一有效種。目前大部分古生物學家認為摩洛哥棘龍是個疑名，或者是埃及棘龍的次異名。
本属包括以下物种：
- †埃及棘龍 Spinosaurus aegyptiacus Stromer, 1915[22]
- † Spinosaurus dorsojuvencus Goo, 2020
- †摩洛哥棘龍 Spinosaurus marocannus

### 標本
目前已有6個棘龍的部份標本被敘述，其中第一個在第二次世界大戰中遭到摧毀，但是已留下了詳細的敘述與繪畫。藉由測量其他棘龍科恐龍的體型，可以估算出這些棘龍個體的體型大小。以下的估算數據來自於獸腳亞目資料庫 （页面存档备份，存于） （页面存档备份，存于）以及克里斯提亞諾·達魯·沙索（Cristiano Dal Sasso）等人在2005年的研究。
- BSP 1912 VIII 19標本：由恩斯特·斯特莫在1915年所敘述，化石發現於埃及的拜哈里耶組，是埃及棘龍的正模標本，原本的編號是IPHG 1912 VIII 19[4][7]。化石來自於一個接近成年個體。該標本被估計身長約14.5公尺，重量約13.7公噸。該標本由一個下颌骨碎片、一個不完整齒骨（75公分長）、19顆牙齒（6.2公分長）、2個不完整頸椎、7個背椎（19到20公分）、背肋、腹肋、以及1個尾椎。該標本的頭顱骨被估計有1.45公尺長，而下頜有1.34公尺長。最長的脊椎神經棘，長1.89公尺[7]。斯特莫認為這個化石發現於早森諾曼階，約9700萬年前[7]。這個標本存放於慕尼黑古生物博物館，之後在第二次世界大戰中遭到盟軍轟炸摧毀[4]。恩斯特·斯特莫當年曾做出詳細的標本素描圖，他的孫子在1995年將素描圖捐給慕尼黑古生物博物館[4]。Joshua B. Smith、Matthew C. Lamanna根據兩張重新發現的標本照片，發現斯特莫的標本素描圖有少許不正確[4]。在2003年，奧利佛·勞赫提出這個標本是個嵌合體，齒骨來自於重爪龍或似鱷龍，脊椎與神經棘來自於類似高棘龍的鯊齒龍科[21]。達魯·沙索則反對這個理論[5]。

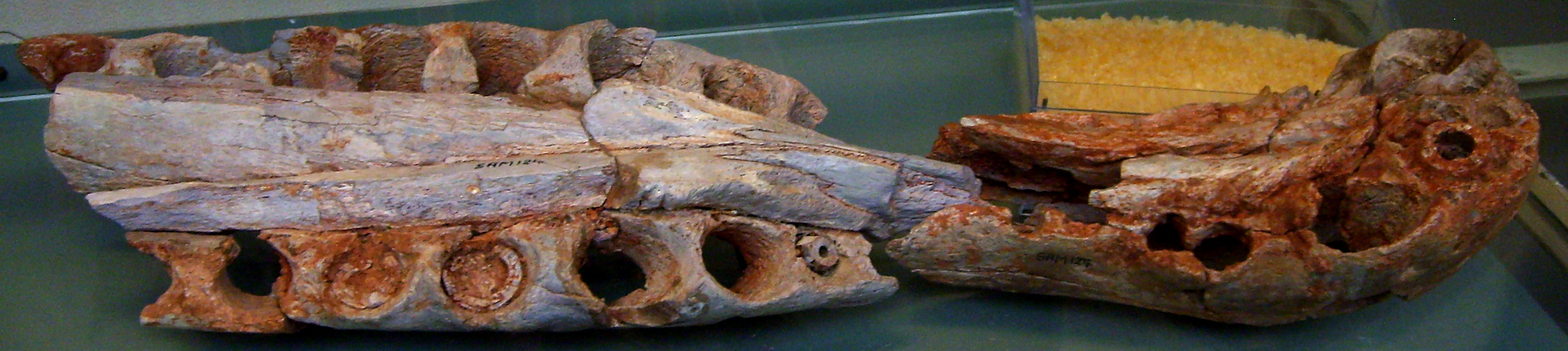
摩洛哥棘龍的齒骨，編號MNHN SAM 124

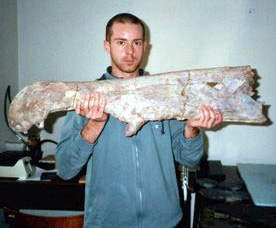
達魯·沙索發現的埃及棘龍的部份上頜，編號MSNM V4047

- NMC 50791標本：由戴爾·羅素在1996年所敘述，化石發現於摩洛哥的卡瑪卡瑪地層，是摩洛哥棘龍的正模標本，原本的編號是CMN 50791。該標本有一個中間部位的頸椎，長度為19.5公分[16]。除此之外，戴爾·羅素還將一些同時發現的標本，編入於摩洛哥棘龍，兩個中段頸椎、一個齒骨前部、一個齒骨中部、以及一個前背側的神經弓[16]。戴爾·羅素認為這些化石可能來自於阿爾比階[16]。

- MNHN SAM 124標本：由羅素與菲利普·塔丘特（Philippe Taquet）在1998年所敘述，發現於阿爾及利亞，來自於阿爾比階。該標本由部分前上頜骨、部份上頜骨、犛骨、以及齒骨碎片所構成。頭顱骨寬度為13.4到13.6公分，被估計將近1.42公尺長。該標本被估計約14.7公尺長，重量約14.7公噸[23]。羅素與塔丘特認為這個標本屬於摩洛哥棘龍，也將其他標本編入到摩洛哥棘龍：一個前上頜骨碎片、兩節頸椎、一個背部神經弓[23]。

- BM231標本：由埃瑞克·比弗托（Eric Buffetaut）與M. Ouaja在2002年所敘述，該標本發現於突尼西亞的雪尼尼組，地質年代為早阿爾比階。化石由一個齒骨前部構成，可發現四個齒槽、兩個部分牙齒。外形非常類似埃及棘龍的失蹤標本[20]。

- MSNM V4047標本：由米蘭市民自然歷史博物館的克里斯提亞諾·達魯·沙索與他的同事在2005年所敘述，發現於摩洛哥的卡瑪卡瑪地層，年代為早森諾曼階。該標本由前上頜骨、部份上頜骨、以及部份鼻骨所構成，這些部位總長度為98.8公分。頭顱骨被估計有1.75公尺長。該標本被估計約14到17公尺長，重量約10到11公噸。

- UCPC-2標本：同樣由沙索等人在2005年所敘述，發現於摩洛哥的卡瑪卡瑪地層，年代為早森諾曼階。該標本是一個有凹槽的冠飾，由兩塊鼻骨所構成，長度為18公分[5]。

目前有其他零碎化石、牙齒曾被歸類於棘龍屬，但都沒有受到普遍承認。這些可能化石分別來自突尼西亞、尼日、肯亞、利比亞、摩洛哥。其中，發現於尼日Echkar組的一些牙齒化石，被編入埃及棘龍，但沒有被普遍承認。肯亞的化石發現於Turkana砂礫層，被標名為「Spinosaurus  sp.」。利比亞的化石發現於Cabao組，地質年代屬於較早的豪特里維階，也被標名為「Spinosaurus  sp.」，是被暫時性歸類於棘龍屬。發現於突尼西亞的一些牙齒，也被編入於棘龍。其中一些牙齒的前後緣沒有鋸齒邊緣，而這是種獸腳亞目、原始主龍類的常見特徵。還有許多發現於摩洛哥的上頜與下頜碎片、牙齒曾被編入於埃及棘龍或摩洛哥棘龍。

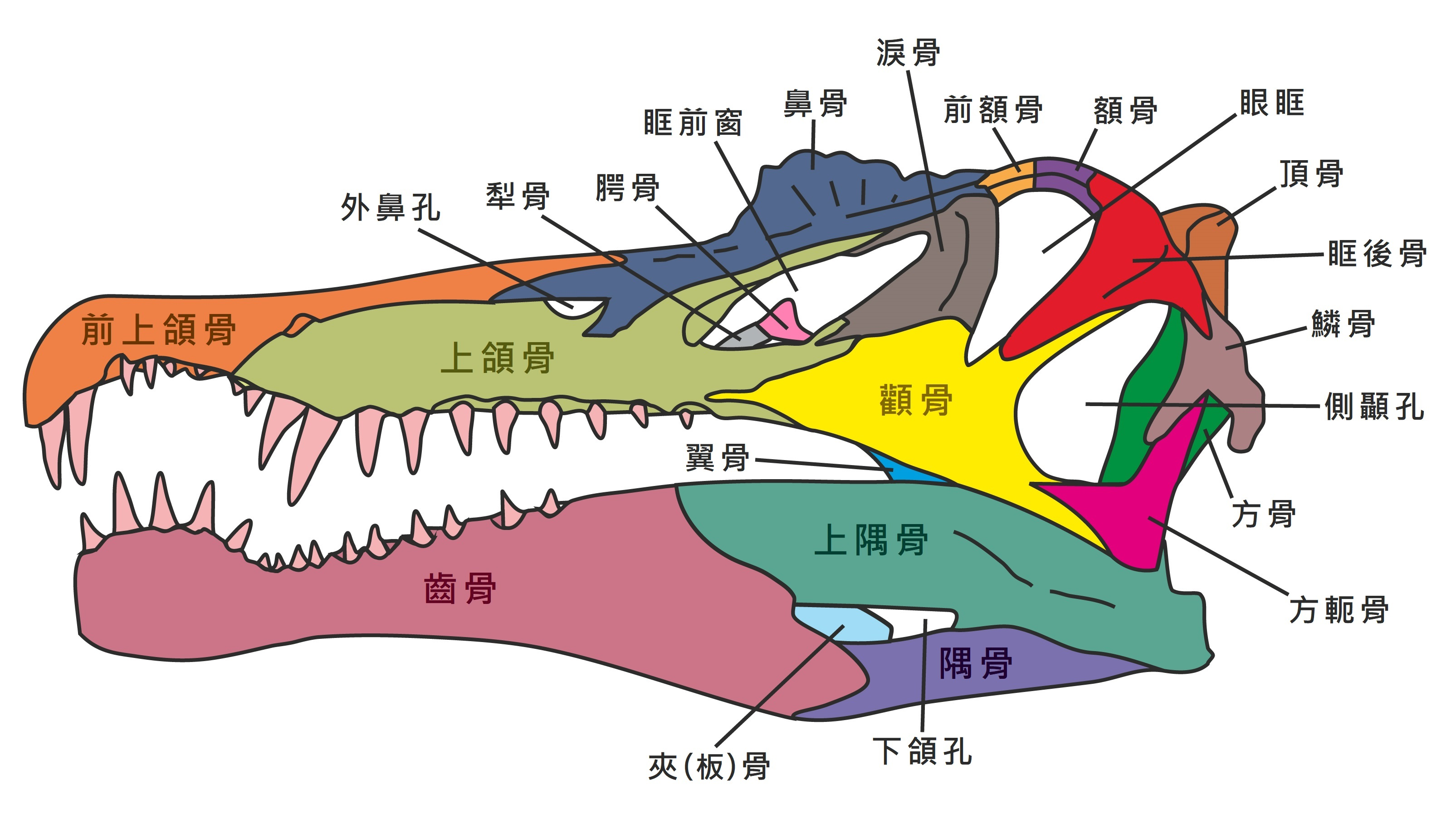
棘龍的頭顱骨與下頜結構

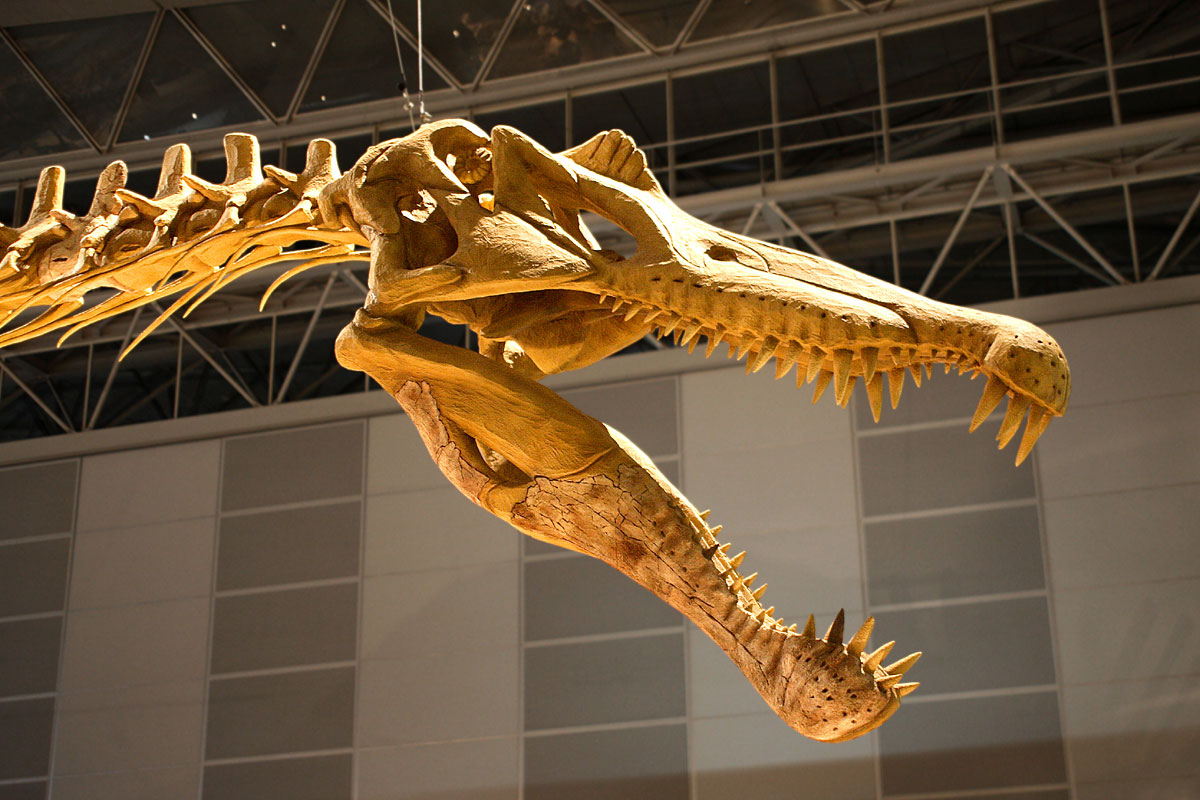
棘龍的頭顱骨

## 古生態學
棘龍的棲息環境涵蓋北非大部分，但只有部分地區被研究過。一個針對摩洛哥恐龍群的研究，認為森諾曼階的棘龍、鯊齒龍、三角洲奔龍的地理分布橫跨整個北非。棘龍生存於當時埃及地區的海岸與潮坪環境，具有紅樹林，與類似的大型掠食動物共存，如巴哈利亞龍、鯊齒龍，大型的泰坦巨龍類潮汐龍，較小型的泰坦巨龍類埃及龍，10公尺長的鱷類腔鱷，以及腔棘魚類的莫森氏魚。

### 食性
目前仍不確定棘龍主要是陸地掠食動物，還是魚食性。棘龍擁有延長的嘴部、圓椎狀牙齒、以及較高的鼻孔，類似現代鱷魚，顯示牠們可能是魚食性。棘龍食性的唯一直接證據來自於牠們的近親，居住於歐洲與南美洲的重爪龍。曾在重爪龍的胸腔中，發現了一些鱗齒魚（Lepidotes）的鱗片；另一個標本的胃部曾發現幼年禽龍的骨頭。另外，在南美洲發現的一個翼龍類化石上，嵌入者一個棘龍類的牙齒，顯示棘龍類偶爾以這些飛行主龍類為食。棘龍可能是種無特定目標、多種食物來源的掠食動物，可用白堊紀的大型灰熊來形容牠們，平常偏好捕食魚類，但也尋找許多小型到中型的獵物為食。
在2009年，達魯·沙索等人對編號MSNM V4047標本進行X射線計算機斷層成像，發現棘龍的上頜下頜有疑似感應器官的小孔。達魯·沙索等人推測，棘龍會將身體浸泡在水中，頭部半露出水面，並感應周圍的獵物動靜，而進行獵食。
在2010年，一項針對棘龍科牙齒的氧同位素研究，顯示棘龍是半水生動物。這項研究分析棘龍、重爪龍、激龍、暹羅龍的氧同位素組成，並與同時代的其他獸腳類恐龍（例如鯊齒龍）、烏龜、鱷魚互相比較。研究人員發現棘龍牙齒的氧同位素組成，較接近同一地區發現的烏龜、鱷魚，而不類似同一地區的獸腳類牙齒。研究人員推測棘龍是半水生動物，可在陸地、水域中生存，以避免與當地的大型獸腳類恐龍、大型水生鱷魚競爭食物。這項研究也發現在棘龍科中，棘龍牙齒的氧同位素組成是最接近其他獸腳類恐龍。

## 古生物學

### 體型

四個不同棘龍個體與人類的體型比較

數種巨型獸腳類恐龍的體型相比。從左到右為：棘龍、南方巨獸龍、暴龍、馬普龍、鯊齒龍

自從棘龍被發現之後，牠們成為最長、最大型獸腳類恐龍的候選者之一，但以前一般大眾對於棘龍的巨大體型並沒有概念，直到棘龍出現在2001年的電影《侏儸紀公園 III》，以及2005年對於牠們新標本的研究。弗雷德里克·馮·休尼博士（Friedrich von Huene）與數十年後的唐諾·葛勒特（Donald F. Glut）都在他們的研究中，將棘龍列為最巨大的獸腳類恐龍之一；他們認為棘龍身長為15公尺，重量為6公噸以上。在1988年，格里高利·保羅（Gregory S. Paul）也將棘龍列為最長的獸腳類恐龍；身長一樣被敘述為15公尺，但估計的體重數據較低，約11公噸。
在2005年，克里斯提亞諾·達魯·沙索（Cristiano Dal Sasso）認為棘龍、似鱷龍有類似的身體與頭顱骨比例，而似鱷龍的身長估計約為11公尺，體重約4.8公噸。達魯·沙索等人根據這個數據，而將棘龍身長估計為18到20公尺，體重為20到23公噸。之後有极少数研究人員也質疑，棘龍科的不同屬是否有不同的頭顱骨形狀，而這將導致不同的身長估計值。
François Therrien與唐納德·亨德森（Donald Henderson）在一個2008年不严谨的研究中，根據頭顱骨長度來推算比例，發現之前所估計的數據中，身長太長，而體重太輕。他們根據頭顱骨的長度為1.5到1.75公尺，而估計完整為身長12.6到14.3公尺，而體重為12到20.9公噸。根據這個不精确和科学數值，棘龍的身長將比鯊齒龍、南方巨獸龍還短，體重也比較輕。但他們的研究遭到严重批評，原因是他們所選擇的大型獸腳類對照組，大部分的大型獸腳類是以暴龍科與肉食龍下目作為基準點，而牠們與棘龍科恐龍有不同的體格；此外，他們所重建的棘龍科頭顱骨過短，无疑将影響數據。

### 帆狀物
棘龍擁有獨特的帆狀物，雖然同一時期的該地區其他恐龍也可能發展出類似的背椎結構物，例如鳥腳下目的豪勇龍、蜥腳下目的雷巴齊斯龍，以及生存於南美洲的蜥腳類阿瑪加龍。棘龍的帆狀物也類似異齒龍的背帆；異齒龍是種似哺乳爬行動物，生存於恐龍時代以前的二疊紀，兩者的帆狀物並非同源演化的特徵，而是平行演化的結果。棘龍的背部結構物可能較類似駝峰，而非帆狀物。早在1915年，恩斯特·斯特莫就認為這些背部結構物支撐著脂肪構成的隆肉。在1997年，Jack Bowman Bailey最近提出棘龍、豪勇龍的背棘並非細棒，而是前後軸寬廣，不同於盤龍目的扁平背帆，而是類似巨角犀、長角野牛的背脊，所以棘龍的背棘應是支撐者較厚、較肥胖的結構物，而非細的帆狀物。
棘龍的帆狀物功能仍未確定；科學家們已提出數個假設，包含調節體溫、吸引異性的展示物。此外，如此明顯的背部特徵可使棘龍的外表看起來比較大，可威脅其他動物。
如果這些帆狀物擁有大量的血管，棘龍可使用帆狀物的大型表面積來吸收熱量。這顯示棘龍至少是某種程度的溫血動物，並生存於夜間氣溫低、冷，但天空通常很少雲的地區。棘龍與豪勇龍被認為生存於早期撒哈拉沙漠的邊緣，這可解釋上述的功能。這些帆狀物也有可能用來釋放多餘的體溫，而非收集熱量。根據霍爾丹法則（Haldane's principle），與身體體積相比，大型動物反而擁有較小比例的表面積，牠們釋放的熱量溫度較高，而吸收的熱量溫度較低。這些恐龍的帆狀物增加相當程度的身體皮膚面積，而且所增加體積最少。此外，如果將這些帆狀物遠離太陽方向，或是以90度迎接較冷的風，這些身處白堊紀非洲的動物將能更有效地降低體溫。之後有其他研究人員提出反對意見，認為如果棘龍有背帆，牠們吸收熱量的效率，將高於散發熱量的效率。他們認為這些有長神經棘的恐龍，背部具有脂肪構成的隆肉，以儲存能量。 
許多現代動物的複雜身體結構，在求偶季節時具有吸引異性功能。這些恐龍的帆狀物有相當可能性具有吸引求偶功能，類似孔雀的尾巴。斯特莫假設這些恐龍的雄性與雌性擁有不同大小的神經棘。如果屬實，這些帆狀物可能擁有耀眼的顏色，但這是完全建立於推測上的。
這些帆狀物可能擁有綜合以上功能，平常充當體溫調節器、在求偶季節時吸引異性、散發體溫、以及在遭受威脅時充當警告物使用。

### 姿勢

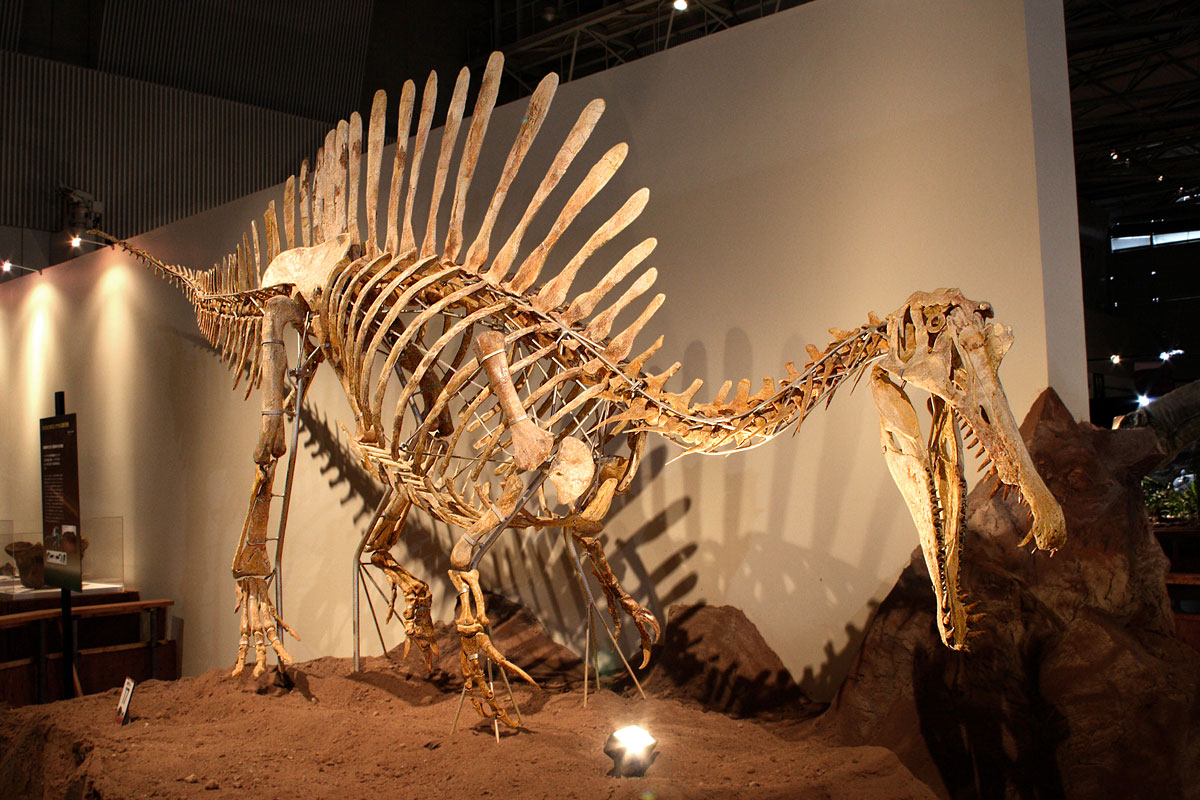
一個低姿態的棘龍骨架模型

在傳統看法裡，棘龍被敘述成二足動物，80年代早期之後，牠們被認為至少有時可用四足方式行走。這個論點因為發現了重爪龍而得到支持，重爪龍是棘龍的近親，擁有結實的手臂。在1997年，Jack Bowman Bailey贊成棘龍為可能四足姿勢，這可見於他研究中的新重建圖。包含棘龍科在內的獸腳類恐龍，無法將手掌轉向正下方，也就是朝地面方向。但根據一個侏儸紀早期的獸腳類足跡化石，牠們有可能以手掌側邊接觸地面而休息。
包括棘龙科在内的兽脚亚目无法将其手部向前旋转（旋转前臂，使手掌朝向地面）， 但手部在侧边的休息姿势是可能发生的，这是根据侏罗纪早期的兽脚亚目脚印化石。根据2021年最新发现的棘龙前肢化石显示，其二足行走的可能性极高，也不像2020年发现尾鳍化石时猜测的那样类似鳄鱼，而是更加接近于涉禽。

## 大眾文化
棘龍長久以來出現在大眾的恐龍書籍裡，但直到最近才有足夠的棘龍科資訊可以正確地描述棘龍。在過去，棘龍是以直立、背部有帆狀物的獸腳亞目形象所重建，直到1955年，艾伯特·拉伯（Albert de Lapparent）與Lavocat建立了一個具影响力的棘龍重建圖。
棘龍出現在2001年的電影《侏羅紀公園3》及續作《侏羅紀世界：重生》。在電影裡，棘龍被描述成比暴龍還要大型、強壯的動物，棘龍甚至在一個打鬥場景裡折斷了暴龍的脖子。除了古生物重建模型不精確外（電影中登場的棘龍牙齒呈現和其他獸腳亞目恐龍一樣的倒鉤狀，但真實棘龍的牙齒為圓錐形），在現實中，棘龍棲息於北非而暴龍生存於北美，生存年代也相差了數千萬年，因此這兩種生物之間不可能發生決鬥，而在續作《侏羅紀世界：重生》中，棘龍則以群居的高度水生動物形象再次登場，並與滄龍形成共生關係，會替滄龍偵查地盤、掃清競爭對手和狩獵。在現實中棘龍和滄龍生存年代並未重合，而且沒有證據顯示出棘龍或滄龍擁有和其他頂級掠食者合作捕食甚至互利共生的行為。棘龍也出現在電影《侏儸紀公園 III》的多樣性周邊商品之中，例如斐凡迪環球遊戲（Vivendi Universal）的電腦遊戲《侏羅紀公園：基因計劃》（Jurassic Park: Operation Genesis）。除此之外，棘龙也在《侏羅紀公園系列》的動畫影集《侏羅紀世界：白垩冒险营》里面出现。白垩冒险营内，主角達瑞斯靠近门塔企业岛唯一有电话的人套取情报，岂料被那人发现了。那人发现了達瑞斯后，并指明要他帮棘龙植入操纵晶片。到之后，主角成功替棘龙取出晶片，而棘龙也杀掉了操纵他的人。还有，此片也出现了棘龙和中国角龙的混种生物---棘角龙天使和叛逆。棘龍的近親重爪龍則在續作《侏羅紀世界：殞落國度》中登場。
棘龍也出現在電視節目《失落的埃及恐龍》（The Lost Dinosaurs of Egypt），在節目中棘龍穿越白堊紀埃及的沼澤地。棘龍也出現在探索頻道的電視節目《遠古巨獸大復活》（Monsters Resurrected），節目將棘龍敘述成白堊紀非洲的頂級掠食動物，獵食皺褶龍和潮汐龍，並殺死競爭屍體的鯊齒龍、帝鱷。但該節目的棘龍為攻擊力過分誇大之生物，與現實中棘龍的形象嚴重不符。
棘龍還在BBC紀錄片《恐龍星球》（ Planet Dinosaur）第一集中作為主角之一登場，在該集裡棘龍在河流中獵食帆鋸鰩，並在陸地上和另一主角鯊齒龍因爭吃豪勇龍屍體而發生打鬥，該集最後說明棘龍滅絕的原因。
棘龍曾以四足短腿水生的形象在NHK節目《恐龍超世界 （页面存档备份，存于）》（ Amazing Dinoworld ）的第一季和第二季中短暫登場，片中棘龍在渡海游泳捕食魚類時遭到某種上龍類（該物種可能是克柔龍，體型最巨大的上龍類）掠食 ，節目以此帶出中生代海洋中存在生態位和陸域大型獸腳類恐龍並駕齊驅的頂級掠食者，如上龍亞目和滄龍超科。

## 外部連結
- 棘龍的基本數據 （页面存档备份，存于） - Dino Directory網站
- DinoData網站（需要註冊） （页面存档备份，存于）
- 恐龍歷史遭到重寫，最大型的肉食性恐龍易主 （页面存档备份，存于） - LiveScience網站
- 棘龍的頜部照片
- 萬象雜誌：2006年度的古生物學界八個重大新聞 （页面存档备份，存于）